# Classe Tarantinos
La classe Tarantinos di sommergibili era costituita da tre battelli costruiti per la Armada de la República Argentina progettati dall'ingegnere navale Virginio Cavallini. Questa classe operò durante tutta la seconda guerra mondiale, pur non partecipando ad alcuna operazione bellica, e venendo radiata definitivamente dal servizio solo nel 1960.

## Storia

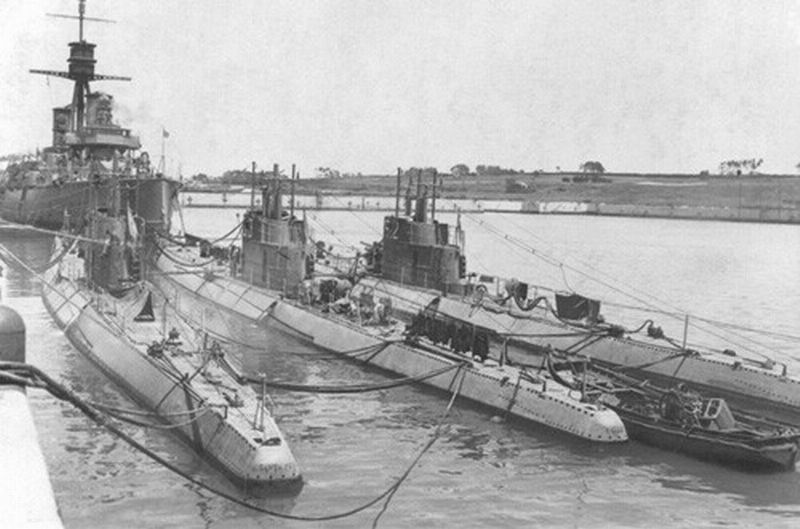
I tre sommergibili classe Tarantinos ormeggiati davanti alla loro nave appoggio General Belgrano presso la base navale di Mar de la Plata, in una foto del 1937

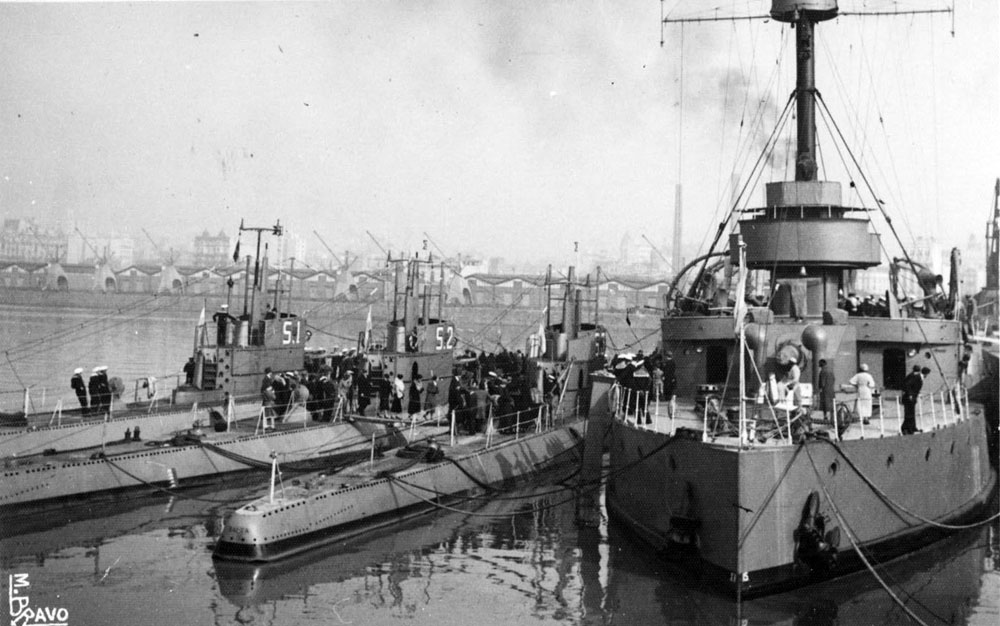
I tre sommergibili classe Tarantinos ormeggiato accanto alla nave appoggio sommergibili ARA Independencia in una foto del 1947 o 1948.

Le tre unità classe Tarantinos, così denominate perché costruite a Taranto, appartenevano alla tipologia «Cavallini» furono acquistate dopo l'approvazione della Legge 11.378, intitolata Renovación del Material Naval emessa il 29 settembre 1926, che autorizzava l’acquisto all’estero di due gruppi, ognuno composto da tre unità, di sommergibili, formando nel contempo la Fuerza de Submarinos presso la base navale di Mar de la Plata. Le prime tre unità furono ordinate in Italia il 12 ottobre 1927, come sottoversione della classe Settembrini della Regia Marina, e costruite presso il cantiere navale Franco Tosi di Taranto.
Denominate S-1 Santa Fe, S-2 Santiago del Estero, e S-3 Salta, le tre unità salparono da Taranto il 26 febbraio 1933, e via Las Palmas-Isole Canarie arrivarono a Buenos Aires, in Argentina, il 7 aprile dello stesso anno, dopo un viaggio di 7.000 miglia nautiche. A partire dal 3 settembre dello stesso anno i tre sommergibili, che costituivano il "Grupo de Sumergibles", si affiancarono al guardiacoste General Belgrano che per molti anni svolse la funzione di loro nave appoggio presso la base navale di Mar del Plata.
Nel 1938 l'equipaggio del Santa Fe fu decorato con un’onorificenza civile per aver soccorso una barca da pesca locale che era in difficoltà fuori Cabo Corrientes, mentre il Santiago del Estero stabilì il record di profondità raggiungibile, immergendosi nelle acque dell’Atlantico del sud alla quota di 114 m. I tre sommergibili sostituirono dopo la fine della seconda guerra mondiale il cannone antiaereo originale da 40 mm con un impianto binato per cannoni Bofors da 40/60 mm. Nel 1955 il Santiago del Estero, al comando del capitano di corvetta Juan Bonomi, prese parte al blocco di Rio della Plata durante il corso della Revolución Libertadora (16 settembre), combattendo contro un gruppo di piloti di caccia Gloster Meteor Mk F.4 fedeli al deposto presidente Juan Domingo Perón.
Le tre unità rimasero in servizio per molti anni, l'ultima delle quali, il Salta, fu radiato con l'arrivo delle prime due unità di provenienza americana classe Balao. 
Il Santa Fe fu radiato dal servizio il 14 settembre 1956, il Santiago del Estero il 23 aprile 1959 e il Salta il 3 agosto 1960. Gli scafi del Salta e del Santiago del Estero vennero acquistati da un privato che li convertì in cisterne trasporto combustibili impiegandoli lungo il corso del Río Paraná. Il Santa Fe fu demolito.

## Unità
| nome                | distintivo ottico | stato   | impostazione   | varo            | entrata in servizio | radiazione        |
| ------------------- | ----------------- | ------- | -------------- | --------------- | ------------------- | ----------------- |
| Santa Fe            | S. 1              | radiato | 28 maggio 1928 | 29 luglio 1931  | 26 ottobre 1932     | 14 settembre 1956 |
| Santiago del Estero | S. 2              | radiato | 25 maggio 1928 | 28 marzo 1932   | 25 gennaio 1933     | 23 aprile 1959    |
| Salta               | S. 3              | radiato | 28 maggio 1928 | 17 gennaio 1932 | 25 gennaio 1933     | 1960              |

### Annotazioni
1. ↑  Cui si aggiunsero i due classe Settembrini per la Regia Marina italiana.
2. ↑  Il 3 settembre divenne poi l’anniversario della costituzione ufficiale della Fuerza de Submarinos argentina.
3. ↑  Nel 1960 furono consegnati i sommergibili ARA Santa Fe (S-11) ex USS Macabi (SS-375) e ARA Santiago del Estero (S-12) ex USS Lamprey (SS-372), ottenuti in conto MDAP.

### Fonti
1. 1 2 3  Turrini 2003, pp. 165-166.
2. 1 2 3 4 5 6 7 8 9 10 11 12  Histamar.
3. ↑  Gardiner 1996, p. 675.
4. 1 2  Giorgerini 1994, p. 133.
5. ↑  Giorgerini 1994, p. 124.
6. 1 2 3  Paz, Tamburini, Iñurrieta 2009, p. 55.
7. ↑  Paz, Tamburini, Iñurrieta 2009, p. 56.
8. ↑  Le norme della Marina Argentina stabiliscono che i sommergibili portino nomi di province e territori che inizino di preferenza con S.  ¿Por qué los submarinos llevan nombres de provincias?, su lanacion.com.ar. URL consultato il 10 settembre 2018 (archiviato dall'url originale il 25 dicembre 2017).
9. ↑  Paz, Tamburini, Iñurrieta 2009, p. 57.
10. 1 2  Paz, Tamburini, Iñurrieta 2009, p. 58.
11. ↑  Paz, Tamburini, Iñurrieta 2009, p. 151.
12. ↑  Paz, Tamburini, Iñurrieta 2009, p. 150.
13. ↑  Paz, Tamburini, Iñurrieta 2009, pp. 150-151.